# لانگرینگن
لانگرینگن (به آلمانی: Langerringen) یک شهر در آلمان است که در آوگسبورگ واقع شده‌است.